# 里崎智也のスポーツ直球勝負!
『里崎智也のスポーツ直球勝負!』（さとざきともやのスポーツちょっきゅうしょうぶ!）はニッポン放送で2017年10月8日から2018年4月1日まで放送していたスポーツ情報番組。

## 番組概要
2017年のナイターオフ番組として、同年10月8日より番組開始。当該番組では、最新のスポーツ情報を扱うとともに、パーソナリティの里崎とゲストとのトークコーナーを設けるとともに、自身を活かすコーナーも設けており、その他にも、里崎の日々の活動やプロ野球界に対しての見解を発言する構成となっている。
また、番組中にはリスナーからのメール及びTwitterのツイートを募っており、ハッシュタグは最初は固定されて居なかったが、リスナーの自主自治によって「#sato1242」に固定化され、募集を掛けられていた。

## 出演者

### パーソナリティ
- 里崎智也（ニッポン放送 野球解説者）

### アシスタント
- 飯田浩司[注 1]（ニッポン放送アナウンサー）

## コーナー

### 番組終了時点
- ショウアップナイター“野球”知恵袋!

レギュラーシーズン中でも実施してきたコーナーで、プロ野球の話題（クライマックスシリーズ、日本シリーズ、プロ野球ドラフト会議、ストーブリーグ）や疑問を紹介するコーナー
- V・プレミアリーグ女子バレーボールインフォメーション　がんばれ久光製薬スプリングス

V・プレミアリーグの情報番組として、同年11月12日からスタート。
特に久光製薬スプリングスに特化した応援番組の構成で放送する内包番組で、番組進行は新保友映が担当し、取材会場等で監督、選手などへのインタビューを敢行する
- 女子ソフトボール情報

2020年東京オリンピックにて公式競技として復活する女子ソフトボールの日本代表に選出される、日本女子ソフトボールリーグに所属する各チームや選手、大会情報を紹介するコーナー。
- ツーポスさんのスポーツ裏話!!

「隠し玉」とされる球界裏情報を、まとめサイトの管理人であると称する自称：球界関係者である“ツーポス”と名乗るキャラクターが日本プロ野球界のニッチな球団のお金、選手への待遇事情やファンサービス等の情報を語るコーナー。

### 過去
- 直球勝負!俺のストライク!!

リスナーの好み、趣味・嗜好、日常の些末なことで、自分だけのストライクゾーンが存在するので、貴方のストライク ＝「俺のストライク」を紹介するコーナーである。但し、編成の都合上2回しか放送されなかったコーナーである。

## 放送時間
※JST表記
- 日曜 18:50 - 20:00 - 2017年10月8日 - 2018年4月1日

### 放送時間変更等
2017年
- 10月15日：当初は通常通り放送予定だったが、前継番組の2017プロ野球セ･リーグクライマックスシリーズファーストステージ第2戦 阪神×横浜DeNA中継が放送時間を大幅に延長したため19:54 - 20:10の放送。
- 10月22日：特別番組「あなたとハッピー増刊号!〜歌の総選挙 あなたは何党ですか?〜」を放送のため休止。
- 10月29日：プロ野球SMBC日本シリーズ2017第2戦 福岡ソフトバンク×横浜DeNA中継のため休止。
- 12月17日：特別番組『女性ボーカルプレミアムソングコレクション from 90's』放送のため休止。
- 12月24日：特別番組『第43回ラジオ・チャリティー・ミュージックソン』放送のため休止。

2018年
- 3月4日：特別番組『君に耳キュン!春一番大作戦 明石家さんま オールニッポン お願い!リクエスト 私の東京物語』放送のため、編成が後ろ倒しとなり、21:00から『開幕まで待てない!里崎智也の2018プロ野球大予言スペシャル』を放送。アシスタントは飯田が東北3県（福島県、宮城県、岩手県）に取材出張のため、煙山光紀が担当した。